# Cratere Kenkō
Kenkō  è un cratere sulla superficie di Mercurio.